# Посрнули
Посрнули (енгл. Fallen) је трилер/хорор филм из 1998. који је режирао Грегори Хоблит а у главним улогама су: Дензел Вошингтон, Џон Гудман, Доналд Садерланд и Ембет Дејвиц.

## Радња
Полицијски детектив Филаделфије Џон Хобс посећује серијског убицу Едгара Риза, коме је помогао да се ухвати, осуђен на смрт. Рис је расположена и током разговора хвата Хобсову руку и испоручује злонамерни монолог на непознатом језику, за који се претпоставља да је бесмислица, али је касније идентификован као арамејски. Док је погубљен, Рис исмејава посматраче и пева „Време је на мојој страни“ Ролингстонса.
Хобс и његов партнер Џонси истражују серију нових убистава која подсећају на Ризов стил, за који претпостављају да је дело убице имитатора. Пратећи трагове које су дали Рис и убица имитатора, Хобс проналази жену по имену Грета Милано. Грета објашњава да је њен отац, бивши детектив, извршио самоубиство у скровитој колиби у шуми након што му је намештено низ окултних убистава сличних онима које истражују Хобс и Џонси. Хобс посећује напуштену кућу породице Милано у шуми. У подруму проналази неколико узнемирујућих књига о опседнутости демонима. Он такође открива име "Азазел" исписано на зиду, скривено испод слојева прљавштине.
Хобс пита Грету за име, али она га позива да одустане од случаја како би заштитио свој живот и животе својих најмилијих. Она се премишља након застрашујућег сусрета са Азазелом, који јој се суочава под маском разних странаца на улици и покушава да је запоседне. Тражећи уточиште у цркви, Грета објашњава Хобсу да је Азазел пали анђео који може да поседује људе контактом. Хобс схвата да се Азазел, поседујући Едгара Риза, руковао пре погубљења, али није могао да га запоседне. Грета му објашњава да ће демон покушати да му уништи живот и упозорава га на Азазелову неизбежну победу. Демон посећује Хобса у његовој полицијској станици, опседа његовог пријатеља Луа и руга му се. Азазел прелази од особе до особе, певајући „Време је на мојој страни“ након сваке промене. Хобс пита Луа и неколико других зашто певају песму, али се не сећају. Хобс истрчава и дозива Азазела на арамејском. Демон, који се сада креће међу људима на улици, хвали Хобса због његовог лукавства. Хобс каже да зна Азазелов прави идентитет; демон му прети и нестаје.
Да би испровоцирао Хобса, Азазел поседа свог нећака Сема и напада Џоновог брата Арта са интелектуалним тешкоћама у његовом дому. Поново бежи другим људима на улици, завршавајући код учитеља. Као учитељ, Азазел вади пиштољ и присиљава Хобса да пуца у свог домаћина пред групом посматрача. Демон се хвали да ако његов тренутни домаћин буде убијен, може да се пребаци на другог домаћина у близини, без потребе да га додирује.
Поручник Стентон обавештава Хобса да су његови отисци прстију пронађени на једној од сцена убиства и да је, у светлу чудних околности убиства учитеља, постао осумњичени за сва убиства. Азазел се задржава на неколико сведока и даје лажне извештаје да је пуцњава била ничим изазвана, бацајући више сумње на Хобса. Азазел улази у Хобсову кућу и убија свог брата, остављајући траг на Сему. Хобс води свог нећака у Гретину кућу. Она објашњава да, ако буде приморан да изађе из тела домаћина, Азазел може да путује само онолико дуго колико га може издржати један дах, након чега ће умрети.
Хобс одлази у Миланову кабину и зове Џонсија, знајући да ће ући у траг позиву. Стижу Стентон и Џонси да зауставе Хобса; међутим, Џонси убија Стантона, откривајући да је опседнут. Азазел се спрема да се убије, дозвољавајући му да запоседне Хобса, једину особу која се налази миљама у близини. Хобс се бори са Џонсијем око његовог пиштоља, а Џонси је смртно рањен. Хобс пуши цигарете за које објашњава да су отроване истим отровом којим је Азазел убио свог брата, због чега ће Азазел остати без домаћина у шуми. Хобс му се руга и убија Џонсија. Азазел поседује Хобса, махнито покушава да побегне и подлеже отрову. Азазел гласно исмејава публику јер верује да је изгубио, а опседнута мачка излази испод колибе и враћа се у цивилизацију.

## Улоге
| Глумац            | Улога            |
| ----------------- | ---------------- |
| Дензел Вошингтон  | Џон Хобс         |
| Џон Гудман        | Џонси            |
| Доналд Садерланд  | поручник Стентон |
| Ембет Дејвиц      | Грета Милано     |
| Џејмс Гандолфини  | Лу               |
| Елајас Котијас    | Едгар Рис        |
| Габријел Касијус  | Арт              |
| Роберт Џој        | Чарлс Олом       |
| Аида Туртуро      | детектив Тифани  |
| Крес Вилијамс     | детектив Џо      |
| Бери Шабака Хенли | полицајац        |
| Грејем Бекел      | Џон Рејнолдс     |

## Зарада
Филм је у САД зарадио 25.232.289 $.